# اسم نطاق إنترنت دولي

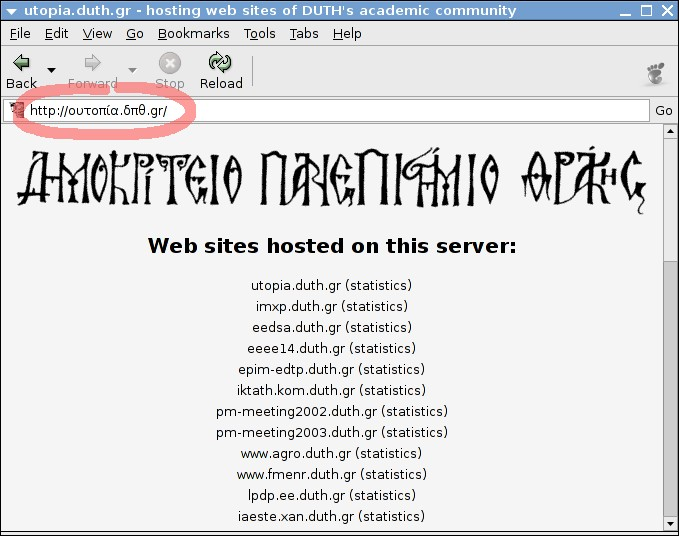
مثال على IDN اليوناني مع اسم النطاق بالحروف اللاتينية: ουτοπία.δπθ.gr

اسم نطاق إنترنت دولي (IDN) هو اسم نطاق إنترنت يحتوي على تسمية واحدة على الأقل والتي يتم عرضها في تطبيقات البرامج، كليًا أو جزئيًا، على صورة أبجدية خاصة بلغة معينة، مثل العربية والصينية والسيريلية وديفاناغاري، العبرية أو الأحرف اللاتينية المستندة إلى الأبجدية مع التشكيلات أو الحروف المركبة، مثل الفرنسية. يتم ترميز أنظمة الكتابة هذه بواسطة أجهزة الكمبيوتر في تنسيق يونيكود متعدد البايتات. بينما يتم تخزين أسماء النطاقات الدولية في نظام أسماء النطاقات كسلسلة ASCII باستخدام عمليات Punycode .
تم اقتراح نظام تدويل نطاقات الإنترنت IDN في ديسمبر 1996 من قبل مارتن دورست  ونفذ في عام 1998 من قبل تان جوي كوانج وليونج كوك يونج تحت إشراف تان تين وي، وبعد الكثير من النقاشات والعديد من المقترحات المتنافسة، تم اعتماد نظام يسمى تدويل أسماء النطاقات في التطبيقات (IDNA)  كمعيار، وتم تنفيذه في العديد من نطاقات المستوى الأعلى.
و في معيار تدويل أسماء النطاقات في التطبيقات (IDNA) يتم تعريف مصطلح اسم النطاق الدولي IDN على وجه التحديد على أنه اسم نطاق إنترنت يتكون فقط من التسميات التي يمكن تطبيق خوارزمية IDNA ToASCII عليها بنجاح.
في مارس 2008، شكلت جمعية مجموعة مهندسي شبكة الأنترنت IETF مجموعة عمل جديدة تخص IDN لتحديث  بروتوكول IDNA الحالي.
في أكتوبر 2009، وافقت هيئة الإنترنت للأسماء والأرقام المخصصة (ICANN) على إنشاء نطاقات المستوى الأعلى لرمز الدولة (IDN ccTLDs) في الإنترنت التي تستخدم معيار IDNA لنصوص اللغة الأم.
في مايو 2010، تم تثبيت IDN ccTLD الأول في منطقة جذر DNS .

## تدويل أسماء النطاقات في التطبيقات
تدويل أسماء النطاقات في التطبيقات (IDNA) هي آلية محددة في عام 2003 للتعامل مع أسماء النطاقات الدولية التي تحتوي على حروف غير حروف ASCII .
كانت تطبيقات موزيلا 1.4 وNetscape 7.1 وOpera 7.11 من بين التطبيقات الأولى لدعم IDNA. ثم تم توفير مكون إضافي للمتصفح لـ Internet Explorer 6 لتوفير دعم IDN. بينما يوفر Internet Explorer 7.0  الدعم الأصلي لـ IDN.

### ToASCII و ToUnicode
يتم إجراء التحويلات بين نماذج ASCII وغير ASCII لاسم النطاق بواسطة خوارزميات تسمى ToASCII و ToUnicode. لا يتم تطبيق هذه الخوارزميات على اسم النطاق ككل، ولكن على التسميات الفردية. على سبيل المثال، إذا كان اسم المجال هو www.example.com ، فإن التسميات هي www و example و com . يتم تطبيق ToASCII أو ToUnicode على كل واحد من هؤلاء الثلاثة بشكل منفصل.

## نطاقات المستوى الأعلى التي تقبل تسجيل IDN
بدأت العديد من نطاقات المستوى الأعلى في قبول تسجيلات أسماء النطاقات الدولية في المستوى الثاني أو الأدنى. وتم تقديم النطاق (.INFO) كأول تسجيلات المستوى الثاني لـ gTLD IDN في عام 2004 باللغة الألمانية.
وفي 11 مايو 2011 اعلنت DotAsia ، فترة 70 يومًا بدءًا للشركات ذات العلامات التجارية والراغبة في تسجيلات نطاق المستوى الثاني في النصوص الصينية واليابانية والكورية.

## روابط خارجية
- RFC 3454 "إعداد السلاسل الدولية ('stringprep')"
- RFC 5890 "أسماء النطاقات الدولية للتطبيقات (IDNA): التعريفات وإطار المستند"
- RFC 5891 "أسماء النطاقات الدولية في التطبيقات (IDNA): بروتوكول"
- RFC 5892 "نقاط رمز Unicode وأسماء النطاقات الدولية للتطبيقات (IDNA)"
- RFC 5893 "البرامج النصية من اليمين إلى اليسار لأسماء المجال الدولية للتطبيقات (IDNA)"
- أسماء نطاقات ICANN الدولية .
- سجل جدول لغة IDN
- Unicode Technical Report # 36 - اعتبارات الأمان لتنفيذ Unicode والتكنولوجيا ذات الصلة